# Bogumiła Krassowska
Bogumiła Krassowska (ur. 1 marca 1930 w Turku, zm. 2 marca 1998 w Warszawie) – bibliotekarka polska, bibliograf.

## Życiorys
Była córką Jana, księgowego starostwa Turek, i Zofii z Reppelów. Miała troje rodzeństwa: siostry Janinę i Zdzisławę oraz brata Stanisława. W okresie okupacji, po aresztowaniu ojca (został niebawem wywieziony do obozu hitlerowskiego, gdzie zmarł) i wysiedleniu z Wielkopolski, mieszkała wraz z matką i rodzeństwem w Warszawie. Po wojnie rodzina powróciła do Turku. W rodzinnym mieście uzyskała w 1948 maturę w Liceum Ogólnokształcącym im. Tadeusza Kościuszki, by niebawem przenieść się w okolice Warszawy (Wesoła Groszówka) i podjąć pracę zawodową. Pracowała kolejno w Głównym Urzędzie Statystycznym, Polskim Czerwonym Krzyżu i Powszechnej Kasie Oszczędności.
W 1952 związała się z zawodem bibliotekarza; została wówczas kierowniczką Biblioteki Związkowej w Fabryce Samochodów Osobowych. W latach 1953–1954 była słuchaczką Państwowego Zaocznego Kursu Bibliotekarskiego przy Ministerstwie Kultury i Sztuki, po którym w grudniu 1954 zdała zawodowy egzamin państwowy. We wrześniu 1955 zatrudniła się w Bibliotece Publicznej miasta stołecznego Warszawy. Przez pierwsze kilkanaście lat pracy w warszawskiej Bibliotece Publicznej kierowała kolejno dwiema osiedlowymi bibliotekami dla dzieci i młodzieży (przy ulicy Okrąg, następnie przy ulicy Wilczej). W ramach propagowania wśród młodych czytelników dobrej literatury utrzymywała kontakt z pisarzami, m.in. Haliną Rudnicką. Od 1970 pracowała w Bibliotece Publicznej m. st. Warszawy – Bibliotece Głównej przy ulicy Koszykowej: początkowo w Dziale Bibliologii, od 1972 jako kierownik Oddziału Uzupełniania Księgozbiorów Bibliotek dla Dzieci w Dziale Obsługi Sieci, od 1975 w Dziale Instrukcyjno-Metodycznym, gdzie zajmowała się przeglądem nowości wydawniczych pod kątem ewentualnych zakupów oraz nadzorem nad czytelniami naukowymi, a od 1982 nad bibliotekami zakładowymi i szpitalnymi. Jednocześnie stale podnosiła swoje kwalifikacje zawodowe, w 1961 kończąc studia magisterskie na Wydziale Filologii Polskiej Uniwersytetu Warszawskiego, w 1963 odbywając kurs dla bibliotekarzy dziecięcych w Jarocinie, wreszcie w 1975 składając egzamin na bibliotekarza dyplomowanego w Bibliotece Głównej Uniwersytetu Mikołaja Kopernika w Toruniu.
Bogumiła Krassowska przeszła na emeryturę wraz z końcem 1988, by już w kwietniu 1989 powrócić do pracy w bibliotece w wymiarze połowy etatu. Przez kolejne dwa lata zajmowała się stworzeniem Izby Pamięci Marii Kownackiej w żoliborskim mieszkaniu pisarki. Zmarła w 1982 Maria Kownacka zapisała Bibliotece Publicznej miasta stołecznego Warszawy mieszkanie i księgozbiór; mieszkanie stało się niebawem częścią działu Muzeum Książki Dziecięcej. Krassowska zajęła się uporządkowaniem i inwentaryzacją księgozbioru, opracowała katalog alfabetyczny, przeprowadziła również prace porządkowe wśród rękopisów, listów i fotografii. Nadzorowała też prace remontowe w celu zachowania wystroju zgodnego z wolą zmarłej pisarki. Po przygotowaniu Izby Pamięci do udostępniania przyjmowała wycieczki szkolne, przygotowując dla nich model lekcji bibliotecznej. W pracach tych Krassowska utrzymywała kontakt z rodziną Marii Kownackiej. Założyła Kółko Przyjaciół Izby Pamięci Marii Kownackiej, a w działającym przy Izbie Kole Towarzystwa Przyjaciół Dzieci pełniła funkcję sekretarza.
W 1991 zakończyła pracę w Muzeum Książki Dziecięcej; pozostałe cztery lata aktywności zawodowej poświęciła na prace bibliograficzne. Wraz z Aliną Grefkowicz kontynuowała opracowanie bibliografii polskiej literatury dziecięcej za okres międzywojenny, zapoczątkowane przez Marię Gutry, Felicję Neubert i Alinę Łasiewicką. Rezultatem kilkuletniej pracy stała się publikacja Bibliografia literatury dla dzieci i młodzieży 1918–1939: literatura polska i przekłady, wydana nakładem Biblioteki Publicznej miasta stołecznego Warszawy w 1995. Bogumiła Krassowska, ze względu na ciężką chorobę, odeszła już wówczas ostatecznie na emeryturę (w maju 1995).
Bogumiła Krassowska uczestniczyła w licznych seminariach i konferencjach bibliotekarskich; jej referaty zostały opublikowane w „Poradniku Bibliotekarza” (Książki indiańskie w bibliotekach dla dzieci i młodzieży, 1960, nr 5/6; Udział młodzieży i dzieci w II wojnie światowej w literaturze radzieckiej tłumaczonej na język polski, 1966, nr 11/12). Współpracowała ponadto z redakcją pisma „Bibliotekarz”. Była aktywną działaczką społeczną, przewodniczyła Radzie Zakładowej Związku Pracowników Kultury i Sztuki w warszawskiej Bibliotece Publicznej, działała w Stowarzyszeniu Bibliotekarzy Polskich (m.in. w Sekcji Czytelnictwa Chorych i Niepełnosprawnych Zarządu Głównego); w 1975 była delegatką na VII Zjazd Stowarzyszenia Bibliotekarzy Polskich w Zielonej Górze. Należała do Polskiego Czerwonego Krzyża, Towarzystwa Przyjaźni Polsko-Radzieckiej, Polskiej Zjednoczonej Partii Robotniczej.
Zmarła 2 marca 1998 po długiej chorobie, pochowana została na cmentarzu Bródnowskim w Warszawie (kwatera 55 C 5-2).

## Odznaczenia
- Krzyż Kawalerski Orderu Odrodzenia Polski,
- Odznaka „Zasłużony Działacz Kultury”,
- Złota Odznaka honorowa „Za Zasługi dla Warszawy”.